# Rockford Township (comté de Pottawattamie, Iowa)
Pour les articles homonymes, voir Rockford Township.
Rockford Township est un township du comté de Pottawattamie en Iowa, aux États-Unis,.
Le township est baptisé en référence à un gué de la rivière Boyer (en).

## Source de la traduction
- (en) Cet article est partiellement ou en totalité issu de l’article de Wikipédia en anglais intitulé « Rockford Township, Pottawattamie County, Iowa » (voir la liste des auteurs).